# Civil Rights Act of 1875
Der Civil Rights Act of 1875 (18 Stat. 335) war ein vom republikanischen Senator Charles Sumner gemeinsam mit dem republikanischen Kongressabgeordneten Benjamin Franklin Butler vorgeschlagenes Bundesgesetz in den Vereinigten Staaten. Es wurde am 1. März 1875 vom Kongress verabschiedet und durch Präsident Ulysses S. Grant unterzeichnet.
Inhalt war der gleichberechtigte Zugang zu allen Einrichtungen des öffentlichen Lebens (z. B. Hotels, Eisenbahnen, Fähren, Theater usw.) unabhängig von der Rasse, Hautfarbe oder vorherigem Sklavenstatus. Der Oberste Gerichtshof der Vereinigten Staaten (Sondervotum mit abweichender Entscheidung von John Marshall Harlan) erklärte das Gesetz 1883 mit der Begründung für verfassungswidrig, dass der Kongress keine Befugnisse habe, das Verhalten Einzelner zu regulieren. Der 14. Verfassungszusatz verbiete nach damaliger Gerichtsauffassung das Umgehen der Bürgerrechte nur durch den Staat, nicht aber durch Individuen.